# جيمس مكيلوري (منافس ألعاب قوى)
جيمس مكيلوري (بالإنجليزية: James McIlroy)‏ هو منافس ألعاب قوى بريطاني، ولد في 30 ديسمبر 1976.

## وصلات خارجية
- جيمس مكيلوري على موقع الاتحاد الدولي لألعاب القوى (الإنجليزية)
- جيمس مكيلوري على موقع أوليمبيديا (الإنجليزية)